# Unhošť
Unhošť — miasto w Czechach, w kraju środkowoczeskim.
Według danych z 31 grudnia 2003 powierzchnia miasta wynosiła 1 741 ha, a liczba jego mieszkańców 3 480 osób.

## Demografia
| Rok             | 1970  | 1980  | 1991  | 2001  | 2003  |
| --------------- | ----- | ----- | ----- | ----- | ----- |
| Liczba ludności | 3 531 | 3 590 | 3 521 | 3 566 | 3 480 |

Źródło: Czeski Urząd Statystyczny